# Polissoir du Bois de la Charmille

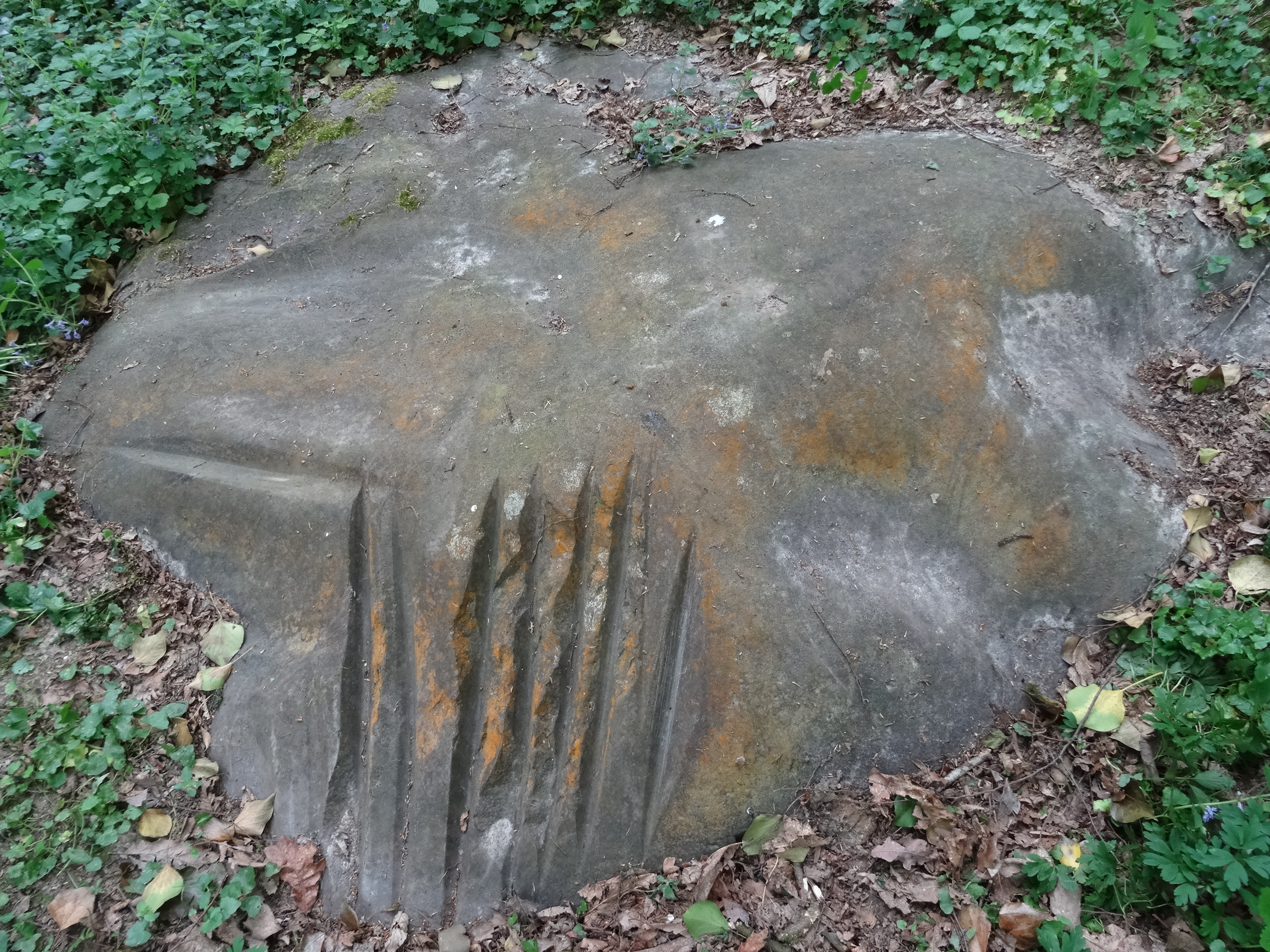
Polissoir du Bois de la Charmille

Der Polissoir du Bois de la Charmille ist eine mit dem Boden bündige Sandsteinplatte mit Wetzrillen. Er liegt am Waldrand nordöstlich von Villeconin, mittig im Département Essonne in Frankreich.
Der Polissoir ist etwa 1,7 m lang und 1,5 m breit. Er verfügt über neun nahezu parallele senkrechte Poliernuten, eine polierte Oberfläche mit vier konkaven Zonen, darunter eine erweiterte Nut und drei polierte längliche Schalen. Die Rillen wurden teilweise beschädigt.
Der Polissoir ist seit 1899 als Monument historique eingestuft.